# Élections constituantes de 1945 dans le Pas-de-Calais
Les élections constituantes françaises de 1945 se déroulent le 21 octobre.

## Mode de scrutin
Les Députés sont élus selon le système de représentation proportionnelle suivant la règle de la plus forte moyenne dans le département, sans panachage ni vote préférentiel.
Il y a 586 sièges à pourvoir.
Dans le département du Pas-de-Calais, treize députés sont à élire.
Les législateurs ne voulant pas que les circonscriptions dépassent les 10 sièges, le département est découpé en 2 circonscriptions :
La première correspond aux arrondissements de Boulogne-sur-Mer, Montreuil et Saint-Omer, elle est dotée de cinq sièges ; 
La deuxième englobe l'Arrondissement d'Arras et celui de Béthune, dotée de huit sièges.

## Élus
Les treize députés élus sont : 

### 1recirconscription (arrondissements de Boulogne-sur-Mer, Montreuil et Saint-Omer) 5 sièges
| Identité           | Parti | Parti |
| ------------------ | ----- | ----- |
| Jacques Vendroux   |       | MRP   |
| Gabriel Tellier    |       | MRP   |
| Henri Henneguelle  |       | SFIO  |
| Abel Poulain       |       | SFIO  |
| Gaston Dassonville |       | PCF   |

### 2ecirconscription (arrondissements d'Arras et de Béthune) 8 sièges
| Identité        | Parti | Parti |
| --------------- | ----- | ----- |
| Guy Mollet      |       | SFIO  |
| Just Évrard     |       | SFIO  |
| Paul Sion       |       | SFIO  |
| Auguste Lecoeur |       | PCF   |
| René Camphin    |       | PCF   |
| Nestor Calonne  |       | PCF   |
| Jules Catoire   |       | MRP   |
| Louis Beugniez  |       | MRP   |

## Résultats

### Résultats première circonscription
| Parti          | Parti                                          | Tête de liste      | Résultats | Résultats | Sièges | Sièges |
| Parti          | Parti                                          | Tête de liste      | Voix      | %         |        |        |
| -------------- | ---------------------------------------------- | ------------------ | --------- | --------- | ------ | ------ |
|                | Mouvement républicain populaire                | Jacques Vendroux   | 80 637    | 46,56     | 2      |        |
|                | Section française de l'Internationale ouvrière | Henri Henneguelle  | 60 525    | 34,95     | 2      |        |
|                | Parti communiste français                      | Gaston Dassonville | 32 019    | 18,49     | 1      |        |
|                |                                                |                    |           |           |        |        |
| Inscrits       | Inscrits                                       | Inscrits           | 226 685   |           | 5      |        |
| Votants        | Votants                                        | Votants            | 178 656   | 78,81     |        |        |
| Blancs et nuls | Blancs et nuls                                 | Blancs et nuls     | 5 475     | 3,06      |        |        |
| Exprimés       | Exprimés                                       | Exprimés           | 173 181   | 96,94     |        |        |

### Résultats deuxième circonscription
| Parti          | Parti                                          | Tête de liste   | Résultats | Résultats | Sièges | Sièges |
| Parti          | Parti                                          | Tête de liste   | Voix      | %         |        |        |
| -------------- | ---------------------------------------------- | --------------- | --------- | --------- | ------ | ------ |
|                | Section française de l'Internationale ouvrière | Guy Mollet      | 137 506   | 38.05     | 3      |        |
|                | Parti communiste français                      | Auguste Lecoeur | 120 540   | 33.35     | 3      |        |
|                | Mouvement républicain populaire                | Jules Catoire   | 103 367   | 28.60     | 2      |        |
|                |                                                |                 |           |           |        |        |
| Inscrits       | Inscrits                                       | Inscrits        | 420 819   |           | 8      |        |
| Votants        | Votants                                        | Votants         | 368 181   | 87.49     |        |        |
| Blancs et nuls | Blancs et nuls                                 | Blancs et nuls  | 6 768     | 1,84      |        |        |
| Exprimés       | Exprimés                                       | Exprimés        | 361 413   | 98.16     |        |        |